# Karmel St. Teresa (Birkenwerder)

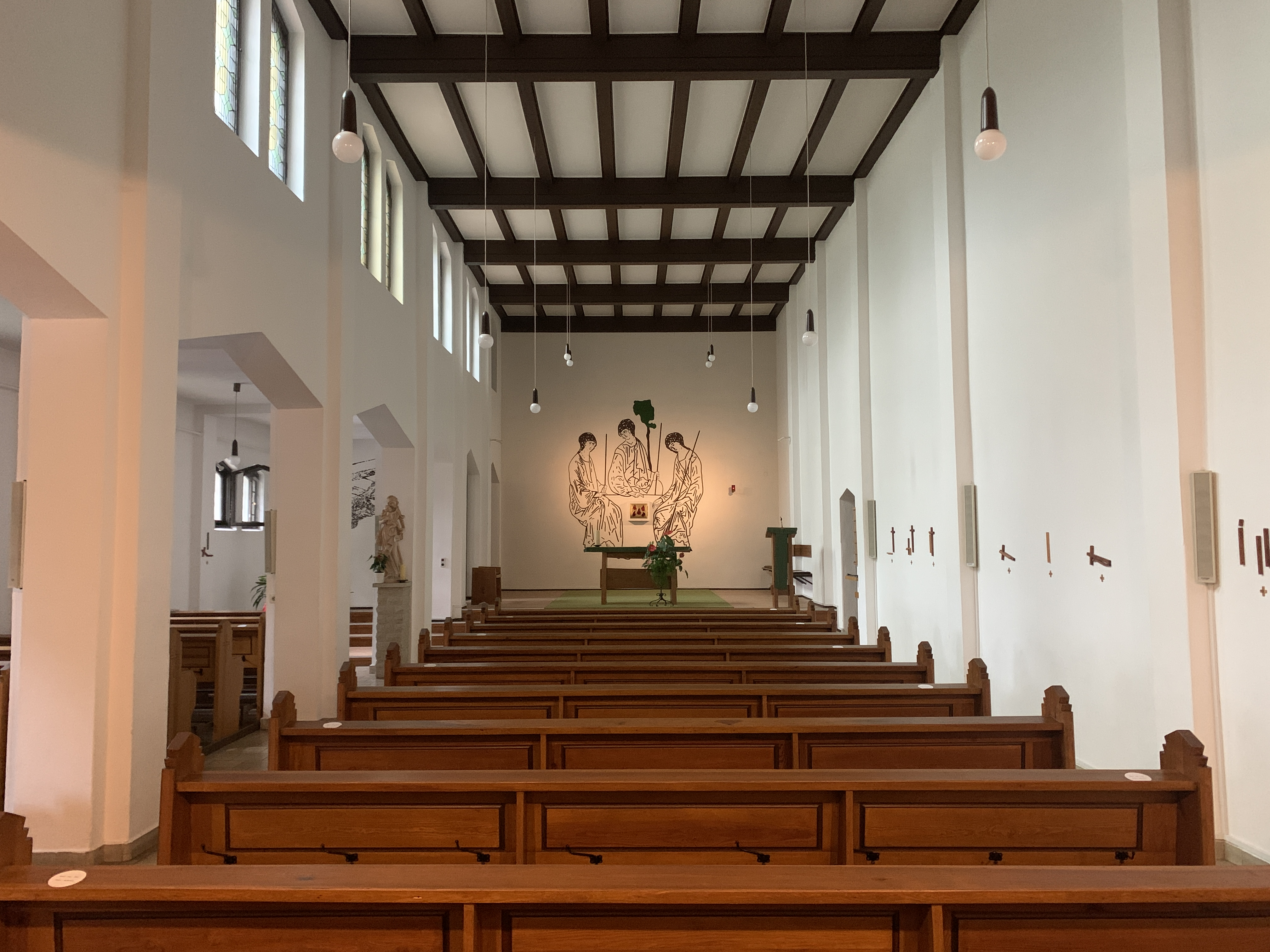
Innenansicht der Klosterkirche des Karmel St. Teresa (2020)

Der Karmel St. Teresa ist ein Kloster und Exerzitienhaus der Teresianischen (Unbeschuhten) Karmeliten im Ort Birkenwerder, nordöstlich von Berlin. Der Konvent widmet sich der Seelsorge in der katholischen Pfarrgemeinde Birkenwerder/Borgsdorf und bietet im ordenseigenen Gäste- und Exerzitienhaus Exerzitienkurse, Seminare und Besinnungstage an. Die Kirche wird vorrangig von der Pfarrgemeinde St. Theresia genutzt. Die Gemeinde gehört als Gemeinde- und Filialkirche seit 2025 zur Pfarrei Heiliger Maximilian Kolbe Oberhavel Süd im Erzbistum Berlin.

## Geschichte
Auf dem Gelände des heutigen Klosters befand sich ehemals ein Restaurant mit angeschlossener Pension, betrieben von Alfons Burgemeister, das in den 1920er Jahren aufgegeben wurde. Im gleichen Zeitraum suchten die Karmelitinnen vom Göttlichen Herzen Jesu eine Erholungs- und Ferienstätte für die über 400 Waisenkinder, die sie in Berlin betreuten. Unter Leitung von Maria Teresa Tauscher van den Bosch (1855–1938) erwarb der Orden im Jahr 1921 das Grundstück mit zugehörigen Gebäuden und baute diese in den folgenden Jahren kontinuierlich aus und um. Am 16. Juli 1925 wurde schließlich das St. Josefsheim mit Klosterkirche eingeweiht. Bis zu 38 Kinder sowie 15 Schwestern fanden dort Platz.
Unter nationalsozialistischer Herrschaft und während des Zweiten Weltkriegs durchlebte das Kloster eine wechselvolle Geschichte. Es beherbergte private Gäste, diente aber auch zur Einquartierung von sowjetischen Soldaten. Nach dem Zweiten Weltkrieg fanden Kriegswaisen und heimatvertriebene Kinder im St. Josefsheim eine Bleibe.
Die staatliche Gesetzgebung der DDR schränkte die Möglichkeiten der Kinderbetreuung durch den Orden stark ein, so dass Kloster und Kinderheim kurz vor dem Aus standen. Mit Unterstützung des Berliner Caritasverband wurden in den Jahren 1962/63 Umbauten vorgenommen, um das Kloster für Erholungsgäste attraktiv zu machen. 1970 wurde ein Pfarrhaus am Waldrand errichtet und die Klosterkirche im Geiste des Zweiten Vatikanischen Konzils (1962–1965) umgestaltet.
Fehlender Nachwuchs machte es den Ordensschwestern in den 1980er Jahren zunehmend schwer, den Betrieb aufrechtzuerhalten. 1986 bekamen sie Unterstützung durch einen kleinen Brüderkonvent Teresianischer Karmeliten, der nach einer neuen Niederlassung suchte und in einem Teil des Grundstücks einen eigenen Klausurbereich einrichtete. Bis in das Jahr 1992 bewirtschafteten Schwestern und Brüder gemeinsam das Kloster.
Von 1989 bis 1990 wurde das Hauptgebäude umfangreich umgebaut und bildete die Grundlage für das Exerzitienhaus mit 38 Einzel- und Doppelzimmern für bis zu 60 Personen sowie einem Tagungs- und einem Meditationsraum.
Seit dem 4. April 2019 bildeten die drei Pfarrgemeinden Herz Jesu in Oranienburg zusammen mit dem Karmel St. Teresa und Zu den Heiligen Schutzengeln in Hennigsdorf den pastoralen Raum Hennigsdorf-Oranienburg-Birkenwerder. Zum 1. Januar 2025 wurde die neue Pfarrei Hl. Maximilian Kolbe Oberhavel Süd errichtet, deren Sitz und Pfarrkirche die Oranienburger Herz Jesu-Kirche ist. Die Pfarrei wählte zunächst Maximilian Kolbe als ihren Namenspatron, um die Erinnerung an das Unrecht wachzuhalten, das in den Konzentrationslagern Oranienburg und Sachsenhausen geschah. Beide Lager befinden sich auf dem Pfarreigebiet. Die feierliche Eröffnung fand am Samstag, 18. Januar 2025, in der Kirche Zu den heiligen Schutzengeln in Hennigsdorf statt.
Zur neuen Pfarrei gehören rund 5.000 Katholiken in den Gemeinden St. Theresia, Zu den Heiligen Schutzengeln und Herz Jesu. Dadurch existieren in der neuen Pfarrei insgesamt acht Gottesdienststandorte sowie weitere Orte kirchlichen Lebens auf dem Gebiet der Pfarrei: eine Kindertagesstätte, eine Förderschule und ein Friedhof.

## Angebot und Aufgabe
Der Karmel St. Teresa bietet Glaubensinteressierten und Gästen verschiedener Religionen und Weltanschauungen ein breites Angebot an Karmelitanischen Exerzitien, Besinnungswochenenden und Seminaren. Der Konvent kümmert sich um die Seelsorge in der katholischen Pfarrgemeinde Birkenwerder/Borgsdorf.
Im Kloster lebt und wirkt neben zwei anderen Karmeliten auch der Karmelit, Autor und Exerzitienleiter Reinhard Körner.